# 26. Infanterie-Division (Wehrmacht)
Die 26. Infanterie-Division (26. ID), ab 17. September 1944 26. Volksgrenadier-Division, war ein Großverband des Heeres der deutschen Wehrmacht.

## Divisionsgeschichte

### Aufstellung
Die 26. ID wurde am 1. April 1936 in Köln im Wehrkreis VI hauptsächlich aus Westfalen und Rheinländern aufgestellt und war während der Mobilmachung im August 1939 Teil der 1. Aufstellungswelle. Wegen ihres Divisionsabzeichens wurde sie Dom-Division genannt.

### Westwall
Beim Überfall auf Polen war die Einheit nicht beteiligt. Die Division verblieb im Westen als Teil der Sicherung gegen mögliche Angriffe aus Frankreich.

### Westfeldzug
Die Division war zwar am Westfeldzug 1940 beteiligt, wurde jedoch bei den Angriffsoperationen im französisch-belgisch Grenzgebiet kaum in die Kampfhandlungen bei der Besetzung Luxemburgs und in der Aisne/Champagne-Region verwickelt. Es folgten im Mai 1941 die Verlegung nach Polen.

### Unternehmen Barbarossa
An der Ostfront war sie 1941 am Vorstoß auf Moskau und Leningrad beteiligt, als Teil der 9. Armee gemeinsam mit der 206. Infanterie-Division in der Schlacht von Rschew und wurde massiv während der Winteroffensive 1941/42 eingesetzt. 1942 erfolgte der Einsatz im zentralen Sektor der zurückweichenden deutschen Verteidigungslinien.

### Unternehmen Zitadelle
Die Division nahm 1943 am Unternehmen Zitadelle teil und erlitt empfindliche Verluste.
In der Folge kam es zur Umgliederung in eine Division mit drei Regimentern,  zu je zwei Bataillonen.
Die Division kämpfte 1943 bei Orel und bei Smolensk. Während der sowjetischen Sommeroffensive 1944 bei Kowel in der Ukraine; Ende Juli noch durch die 174. Reserve-Division aufgefrischt; konnte die Division der Vernichtung entgehen, wurde dann aber an der ostpreußischen Grenze im September 1944 überrannt und musste von der Front zurückgezogen werden.

### Auflösung
Die Reste wurden in die 253. Infanterie-Division eingegliedert.

## 26. Volksgrenadier-Division
Die Aufstellung der 26. Volksgrenadier-Division erfolgte im September/Oktober 1944 auf dem Truppenübungsplatz Warthelager bei Posen aus dem Stab der 26. Infanterie-Division und Truppenteilen der kurz vorher aufgestellten 582. Volks-Grenadier-Division unter Umbau auf zwei Bataillone je Regiment heraus. Die Truppen bestand hauptsächlich aus Marine- und Luftwaffenpersonal. Die Division wurde im November 1944 an der Westfront im Bereich von Luxemburg eingesetzt.

### Ardennenoffensive
Es folgte der Einsatz bei der Ardennenoffensive mit der Belagerung von Bastogne. Während der Kampfhandlungen sank die  Stärke der Division auf eine Kampfstärke von rund 1780 Mann. Doch verblieb der Verband im Kampfgebiet bei Prüm im Februar 1945 im Einsatz. Mitte April 1945 erfolgte noch mal eine Auffrischung mit Personal aus der Auflösung der Infanterie-Division Donau.

### Kapitulation
Die Reste der Division kamen, zurückgezogen von der Westfront, in der Harzregion im Mai 1945 in amerikanische Gefangenschaft.

## Unterstellung
| Datum                         | Korps   | Armee                 | Heeresgruppe | Schauplatz          |
| ----------------------------- | ------- | --------------------- | ------------ | ------------------- |
| September 1939                | z. Vfg. | 5. Armee              | C            | Eifel (Trier)       |
| Oktober 1939                  | XXIII   | 6. Armee              | B            | Eifel (Trier)       |
| Dezember 1939 bis Januar 1940 | VII     | 16. Armee             | A            | Eifel (Trier)       |
| Mai 1940                      | z. Vfg. | 16. Armee             | A            | Luxemburg, Somme    |
| Juni 1940                     | XVII    | 12. Armee             | A            | Aisne, Champagne    |
| Juli 1940                     | XXIII   | 9. Armee              | A            | Belgien, Frankreich |
| August 1940                   | XXXVIII | 16. Armee             | A            | Belgien, Frankreich |
| September 1940 bis April 1941 | XXXVIII | 9. Armee              | A            | Belgien, Frankreich |
| Mai 1941                      | XXXVIII | 15. Armee             | D            | Belgien, Frankreich |
| Juni bis September 1941       | VI      | 9. Armee              | Mitte        | Polozk, Düna        |
| Oktober 1941                  | VI      | Panzer-Gruppe 3       | Mitte        | Bely                |
| November bis Dezember 1941    | VI      | 9. Armee              | Mitte        | Kalinin             |
| Januar bis Juli 1942          | VI      | 9. Armee              | Mitte        | Rshew               |
| August bis Oktober 1942       | LIII    | 2. Panzerarmee        | Mitte        | Bolchow, Orel       |
| November bis Dezember 1942    | XXXV    | 2. Panzerarmee        | Mitte        | Bolchow, Orel       |
| Januar 1943                   | z. Vfg. | 8. italienische Armee | B            | Donbogen            |
| Februar 1943                  | z. Vfg. | 2. Armee              | B            | Kursk               |
| März 1943                     | XIII    | 2. Armee              | Mitte        | Kursk               |
| April bis Juli 1943           | VII     | 2. Armee              | Mitte        | Kursk               |
| August 1943                   | LIII    | 2. Panzerarmee        | Mitte        | Orel                |
| September 1943                | XII     | 9. Armee              | Mitte        | Orel                |
| Oktober 1943                  | XII     | 4. Armee              | Mitte        | Smolensk (Gorki)    |
| November 1943 bis Januar 1944 | XXXIX   | 4. Armee              | Mitte        | Smolensk (Gorki)    |
| Februar bis April 1944        | XXVII   | 4. Armee              | Mitte        | Smolensk (Gorki)    |
| Mai 1944                      | LVI     | 2. Armee              | Mitte        | Kowel               |
| Juni bis August 1944          | LVI     | 4. Panzerarmee        | Nordukraine  | Kowel               |

| Datum                  | Korps       | Armee          | Heeresgruppe          | Schauplatz |
| ---------------------- | ----------- | -------------- | --------------------- | ---------- |
| September/Oktober 1944 | BdE         |                |                       | Posen      |
| November 1944          | z. Vfg.     | 7. Armee       | B                     | Eifel      |
| Dezember 1944          | LXVI        | 7. Armee       | B                     | Eifel      |
| Januar 1945            | XXXiX       | 5. Panzerarmee | B                     | Ardennen   |
| Februar 1945           | LXVII       | 5. Panzerarmee | B                     | Eifel      |
| März 1945              | Botsch      | 5. Panzerarmee | B                     | Rhein      |
| April 1945             | stellv. IX. | 11. Armee      | Oberbefehlshaber West | Harz       |

## Gliederung
| 1939                                                           | 1942                     | 1943–1944                |
| -------------------------------------------------------------- | ------------------------ | ------------------------ |
| Infanterie-Regiment 39 (Düsseldorf)                            | Füsilier-Regiment 39     | Füsilier-Regiment 39     |
| Infanterie-Regiment 77 (Bonn)                                  | Grenadier-Regiment 77    | Grenadier-Regiment 77    |
| Infanterie-Regiment 78 (Aachen)                                | Grenadier-Regiment 78    | Grenadier-Regiment 78    |
| –                                                              | –                        | Füsilier-Bataillon 26    |
| Aufklärungs-Abteilung 26 (Düsseldorf)                          | Radfahr-Abteilung 26     | –                        |
| Artillerie-Regiment 26                                         |                          |                          |
| I./Artillerie-Regiment 62                                      |                          |                          |
| Pionier-Bataillon 26                                           |                          |                          |
| Panzerabwehr-Abteilung 26                                      | Panzerjäger-Abteilung 26 | Panzerjäger-Abteilung 26 |
| Nachrichten-Abteilung 26                                       |                          |                          |
| Feldersatz-Bataillon 26 (ab 1940 zur 196. Infanterie-Division) |                          |                          |
| Kommandeur der Infanterie-Divisions-Nachschubtruppen 26        |                          |                          |

Das Artillerie-Regiment 26 unterteilte sich in die Abteilungen I bis III und hatte zusätzlich die I. Abtlg./AR 62 in der Unterstellung.
Aufstellung Ende 1944 als 26. Volksgrenadier-Division
- Füsilier-Regiment 39 aus dem Grenadier-Regiment 1206
- Grenadier-Regiment 77 aus dem Grenadier-Regiment 1207
- Grenadier-Regiment 78 aus dem Grenadier-Regiment 1208
- Artillerie-Regiment 26 aus dem Artillerie-Regiment 1582
- Divisions-Füsilier-Kompanie 26 aus Divisions-Füsilier-Kompanie 1582 (ab November 1944 als Bataillon)
- Panzer-Jäger-Abteilung 26 mit Sturmgeschütz-Abteilung 1026

## Divisionskommandeure
| Dienstzeit                            | Dienstgrad                          | Name                  |
| ------------------------------------- | ----------------------------------- | --------------------- |
| 1. April 1936 bis 31. Oktober 1938    | Generalleutnant                     | Fritz Kühne           |
| 10. November 1938 bis 15. Januar 1941 | Generalleutnant                     | Sigismund von Förster |
| 15. Januar 1941 bis 15. April 1942    | Generalmajor                        | Walter Weiß           |
| 15. April 1942 bis 5. August 1943     | Oberst/Generalmajor/Generalleutnant | Friedrich Wiese       |
| 5. August 1943 bis Juli 1944          | Oberst/Generalmajor/Generalleutnant | Johann de Boer        |
| Juli 1944 bis 10. August 1944         | Oberst                              | Hans Frommberger      |
| 10. August bis zur Auflösung          | Oberst/Generalmajor                 | Heinz Kokott          |

## Bekannte Divisionsangehörige
- Franz Eccard von Bentivegni (1896–1958), war ein verurteilter Kriegsverbrecher
- Wilhelm Ehm (1918–2009), war als Admiral, von 1959 bis 1987 Chef der Volksmarine der DDR
- Paul Herrmann (1898–1980), war als Generalmajor des Heeres der Bundeswehr, Befehlshaber im Wehrbereich IV
- Hans Dietrich Schumann (1911–2001) war ein Chirurg, Urologe und Hochschullehrer

## Auszeichnungen
Insgesamt erhielten 16 Angehörige der 26. ID das Ritterkreuz und 100 wurden mit dem Deutschen Kreuz in Gold ausgezeichnet.